# Homochlodes orina
Homochlodes orina är en fjärilsart som beskrevs av William Schaus 1901. Homochlodes orina ingår i släktet Homochlodes och familjen mätare. Inga underarter finns listade i Catalogue of Life.